# Ribe
Ribe es una pequeña ciudad del suroeste de Jutlandia, Dinamarca. Hasta 2007, fue la capital de la provincia y el municipio homónimos, pero ese mismo año se incorporó al municipio de Esbjerg, dentro de la región de Dinamarca Meridional. 
Ribe, situada en un terreno de marismas muy cerca del mar del Norte, fue fundada a principios del siglo VIII (según algunas interpretaciones por el rey Ongendus) y es una de las ciudades danesas más antiguas. Durante la Edad Media tuvo un importante puerto y fue una de las principales ciudades del país, pero con los años su importancia se vio afectada por desastres naturales, guerras y el surgimiento de nuevas rutas comerciales. Durante la cristianización de Escandinavia, Ribe fue elegida para ser la sede del primer templo cristiano en los países nórdicos. Aún conserva la ciudad su importancia eclesiástica, al ser sede episcopal de una de las 11 diócesis de la Iglesia de Dinamarca.
La ciudad tiene numerosos edificios antiguos muy bien conservados, con alrededor de 110 casas protegidas. Su principal monumento es la catedral de Ribe, que domina la ciudad desde la época medieval.

## Historia
De acuerdo a las investigaciones arqueológicas, la historia de Ribe se remonta a los años entre 704 y 710, a principios de la era vikinga, cuando se estableció como un centro comercial. A lo largo de la calle principal de este asentamiento vikingo, había pequeñas parcelas rectangulares, perpendiculares al eje de la calle. Posiblemente estas parcelas en forma de rayas son el origen del nombre de la ciudad, Ribe, que procedería del danés antiguo ripa: "raya, banda, franja".
En 860 San Óscar, obispo de Hamburgo-Bremen, en su misión evangelizadora, solicitó al rey Horik II que la primera iglesia de los países nórdicos fuese construida en Ribe. La elección de Ribe para tal propósito no era coincidencia, ya que en ese tiempo era una de las principales ciudades comerciales nórdicas, con un buen puerto fluvial con conexión al Mar del Norte, y con presencia de fundición de metales, fábricas de cerámica, industria textil, y tenerías. Desde fechas muy tempranas, Ribe comerciaba con ciudades del Sacro Imperio Romano Germánico e Inglaterra. Sin embargo, la presencia de una iglesia en la ciudad no puede confirmarse sino hasta 948, cuando Ribe era ya sede episcopal. 
En la Edad Media Ribe fue una ciudad próspera, con un fuerte poder eclesiástico. Ribe, que constituía un enclave del reino de Dinamarca en el ducado de Schleswig,  recibió varios privilegios de la monarquía, entre ellos el derecho de comerciantes y artesanos de trabajar libremente tanto en Dinamarca como en el ducado de Schleswig. Además de la catedral, hubo seis iglesias parroquiales, cuatro monasterios y un hospital de la Orden del Espíritu Santo. La ciudad fue también famosa por sus procesos contra la brujería, que incluyeron la quema de varias personas hasta 1652, cuando la reforma protestante ya había sido introducida en el país. En el siglo XII se construyó un castillo en el occidente de la ciudad, conocido como Riberhus, del que aún se conserva el foso. El castillo fue remodelado en varias ocasiones, la última de ellas en el siglo XVI durante el reinado de Cristián III. 
En 1460 se firmó en la ciudad el Tratado de Ribe, que establecía la indivisibilidad de los ducados de Schleswig y Holstein y que a la larga demostró ser pernicioso para Dinamarca. 
La ciudad medieval enfrentó varias catástrofes: en 1043 fue saqueada por los wendos; entre 1176 y 1402 hubo siete incendios que destruyeron gran parte de la ciudad; la peste causó estragos en la población hacia 1350, y hubo dos grandes inundaciones, en 1362 (segunda inundación de san Marcelo) y 1512. Pese a todo, a finales del siglo XV vivían en Ribe unas 5000 personas, por lo que era una de la mayores ciudades de Europa del Norte (Hamburgo tenía entonces unos 10 000 habitantes y Lübeck cerca de 25 000)
A finales del siglo XVI comenzó el declive de la ciudad, que se acentuó a todo lo largo del siglo XVII. Un gran incendio en 1580 que destruyó una gran parte de la ciudad; varias epidemias de peste (la de 1659 costó la vida a una tercera parte de la población), y la inundación de Burchardi de 1634, fueron eventos devastadores a los que se sumaron la guerra de los Treinta Años y las guerras sueco-danesas. El castillo de Riberhus fue destruido durante la invasión del mariscal sueco Lennart Torstenson. Además, el surgimiento de nuevas ciudades, entre ellas Copenhague —que se convirtió en el principal polo de las rutas comerciales en Dinamarca— afectó el comercio de Ribe, y su población se redujo constantemente. En el siglo XVII la población de Ribe era de solo 2000 personas, número que se mantuvo más o menos constante hasta el siglo XIX. Siendo ya un poblado poco importante, Ribe fue ocupada por tropas francesas durante las guerras napoleónicas en 1808, y también sería ocupada durante las guerras de los ducados. Con la pérdida de Schleswig y Holstein en 1864, Ribe quedó temporalmente como un pequeño pueblo aislado en el suroeste del país y el comercio marítimo se perdió definitivamente con la fundación del gran puerto de Esbjerg en 1868. En 1874 se inauguró el ferrocarril entre Ribe y Esbjerg. 
La ciudad experimentó cierto repunte desde principios del siglo XX con el establecimiento de algunas fábricas y la urbanización de nuevas zonas al este y al norte del centro histórico.

## Puntos de interés
- Iglesias
  - Catedral de Ribe

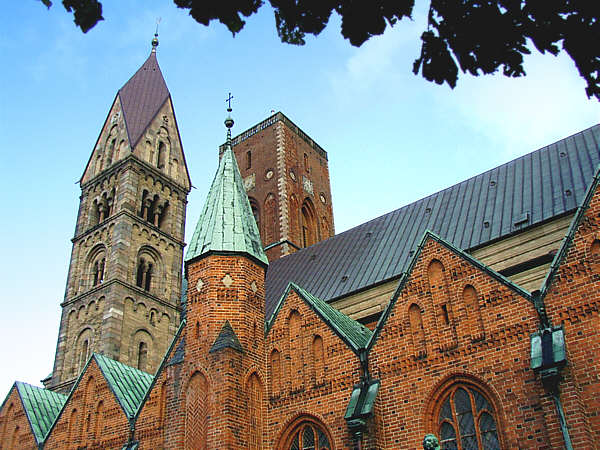
Catedral de Ribe

  - Iglesia y Monasterio de Santa Catarina
- Museos
  - Museo Vikingo de Ribe (Museet Ribes Vikinger) www.ribesvikinger.dk.
  - Museo de arte de Ribe (Ribe Kunstmuseum) www.ribe-kunstmuseum.dk Archivado el 7 de julio de 2007 en Wayback Machine.
  - Centro vikingo de Ribe (Ribe Vikingecenter) www.ribevikingecenter.dk
- El vigilante nocturno de Ribe. Cada noche desde el 1 de mayo hasta el 15 de septiembre puedes acompañar al vigilante nocturno en su ruta a través de la vieja ciudad, mientras canta para avisar a los ciudadanos de que llega la hora de dormir.
- Centro del mar Wadden (Vadehavscentret) www.vadehavscentret.dk
- El molino Mando (Mandø Mølle)
- La casa Mandø (Mandøhuset)

Para más destinos y actividades, visite la página oficial de Turismo Archivado el 3 de diciembre de 2008 en Wayback Machine.

## Trivialidades
En 1976, un cráter del planeta Marte fue bautizado en honor de la ciudad. Foto en la página web de la NASA